# Anomala punctatipennis
Anomala punctatipennis är en skalbaggsart som beskrevs av Blanchard 1851. Anomala punctatipennis ingår i släktet Anomala och familjen Rutelidae. Inga underarter finns listade i Catalogue of Life.